# Dansorkester
Dansorkester kallas en orkester som spelar för en dansande publik. Genom åren har dansorkestrar även kunnat svara för en enklare scenunderhållning som ett avbrott i dansen.
Under 1970-talet utvecklades i Sverige så kallade dansband, som ofta har färre medlemmar än en traditionell dansorkester. Ordet "dansband" blev etablerat 1976, vilket då skulle vara modernare och tuffare än de dansorkestrar som redan fanns, senare har många övergått till att kalla sig liveband. Ibland används i dag termen dansorkester även om dagens dansband.
Restaurangernas orkestrar stod ofta för kombinationen middagsunderhållning och dansmusik. Mot denna bakgrund kan beteckningen "saxofonist och cellist" för en dansmusiker lättare förstås.